# Vier Grundprinzipien

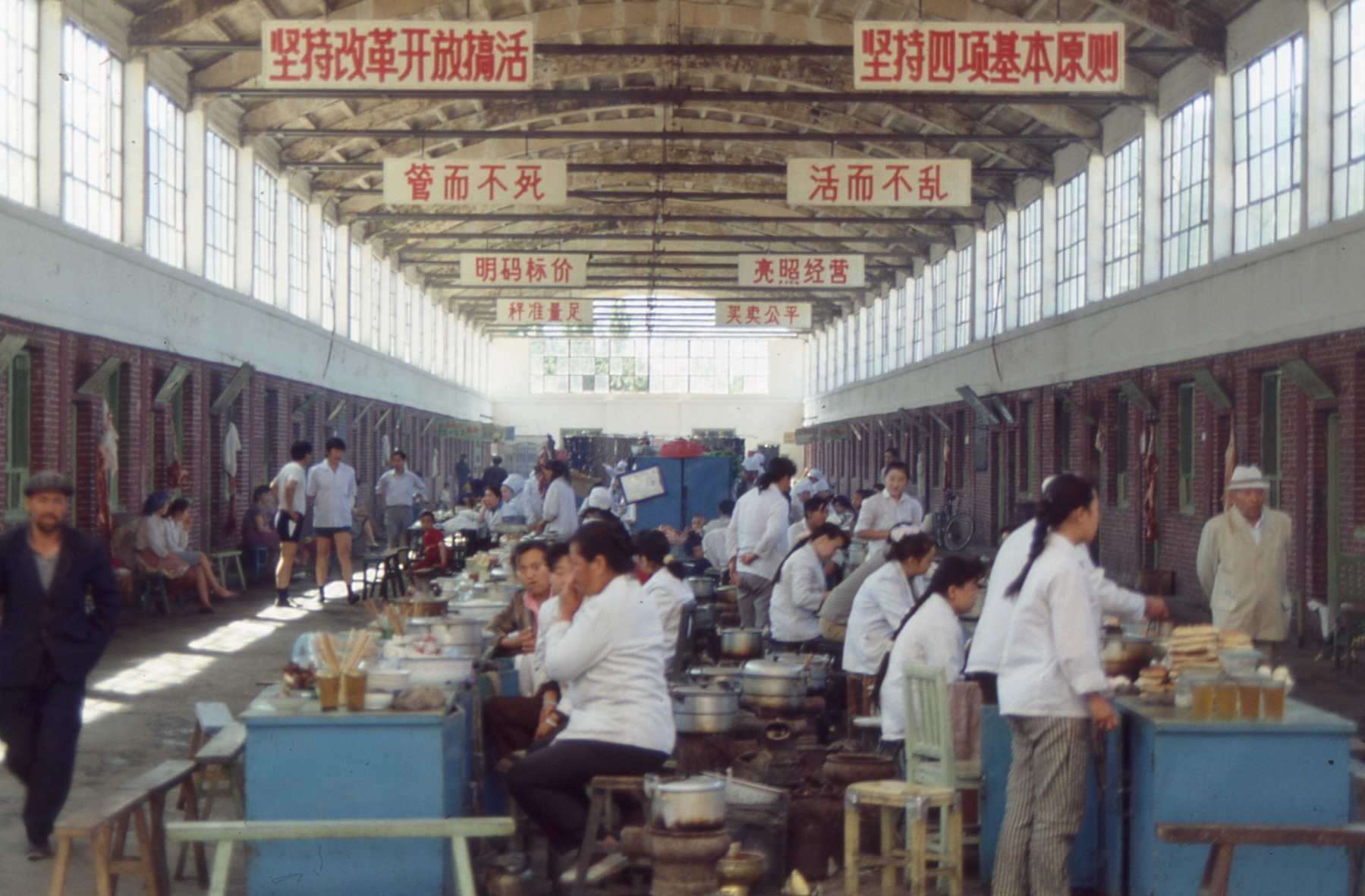
Ein Markt in der Provinz Xinjiang (1992) mit zwei Bannern vorne: Bleiben Sie bei „Reform und Öffnung“ (links), bleiben Sie bei „Vier Grundprinzipien“ (rechts).

Die Vier Grundprinzipien für die Entwicklung Chinas (chinesisch 四项基本原则) sind eine politische Doktrin, die von Deng Xiaoping in den späten 1970er Jahren aufgestellt wurden, um wirtschaftliche Reformen zu ermöglichen, politische Reformen jedoch einzugrenzen.

## Vorstellung und Grundlagen
Am 30. März 1979 stellte Deng Xiaoping diese auf der Konferenz des Zentralkomitees der KP China vor. Zentraler Inhalt dieser vier Grundprinzipien ist es, am sozialistischen Weg, der proletarischen Diktatur (der volksdemokratischen Diktatur), an der Führung durch die Partei und am Marxismus-Leninismus und den Mao-Zedong-Ideen festzuhalten. Bis heute sind die Vier Grundprinzipien eine wichtige Grundlage für politische Argumentation in der Volksrepublik China. Die „Vier Grundprinzipien“ wurden 1982 in die chinesische Verfassung aufgenommen, allerdings mit Kontroversen.

## Definition
Die Vier Grundprinzipien besagen, dass sich die Volksrepublik China auf
- dem sozialistischen Weg
- unter Führung der Kommunistischen Partei
- auf Grundlage von Marxismus-Leninismus und Mao-Zedong-Denken und
- auf Grundlage der Diktatur des Proletariats

entwickeln solle.

## Politische Wirkung

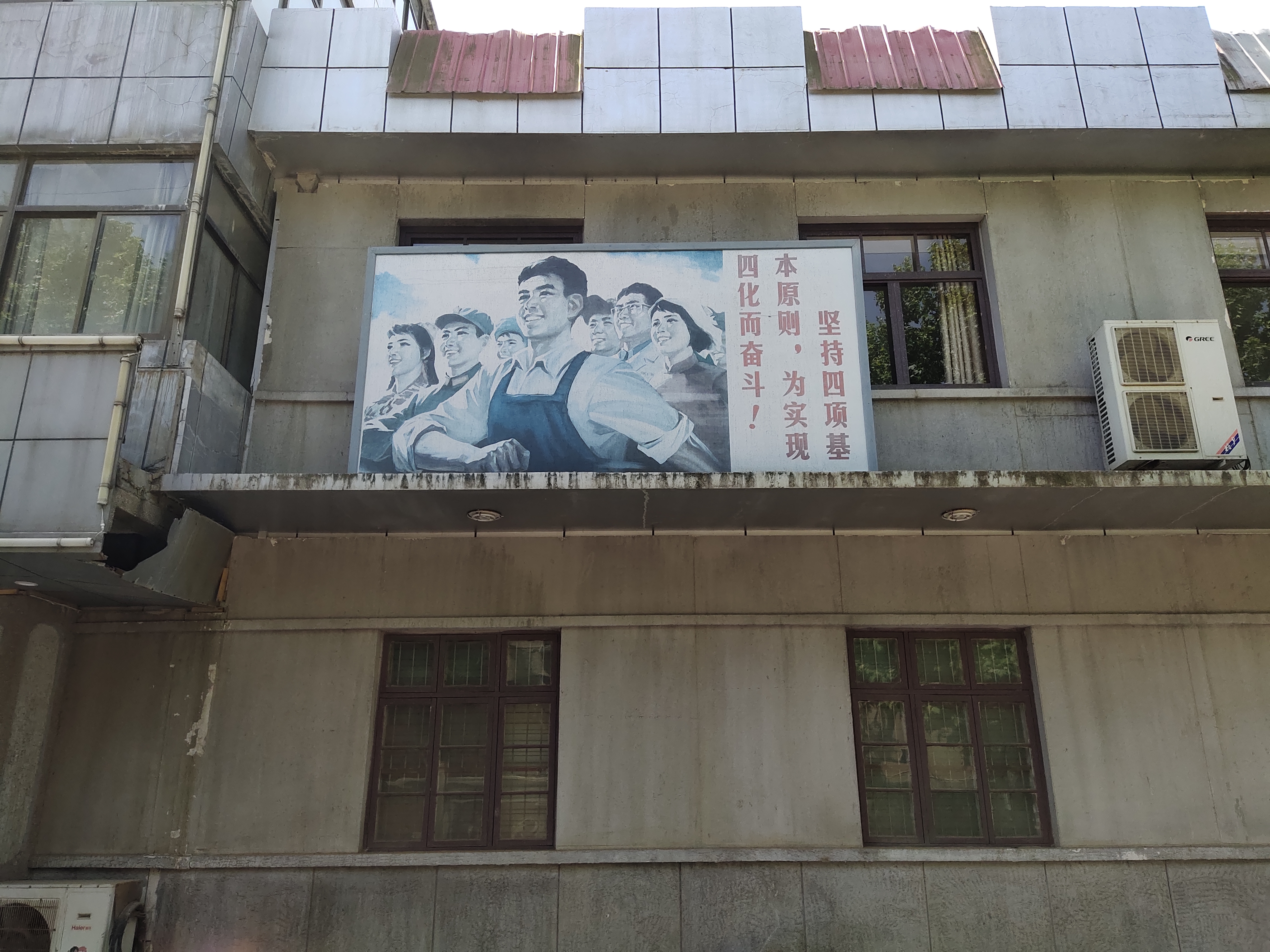
Ein Propagandagemälde in China, auf dem es heißt: „An den vier Grundprinzipien festhalten und für die vier Modernisierungen kämpfen“.

Es ist erwähnenswert, dass „Reform und Öffnung“ und „Vier Grundprinzipien“ im Oktober 1987 von der Kommunistischen Partei Chinas (KPCh) offiziell zu den „zwei grundlegenden Punkten“ (chinesisch 两个基本点) von Chinas sozialistischem Weg erklärt wurden. In den 1980er Jahren gab es einen ständigen Machtkampf zwischen der liberalen Macht, die weitere Reformen befürwortete, und der konservativen Macht, die sich groß angelegten Reformen widersetzte und die strikte Einhaltung der „Vier Grundprinzipien“ befürwortete. Die linkskonservative Macht innerhalb der KPCh hatte die „Vier Grundprinzipien“ angewendet, um Hu Yaobang, den Generalsekretär der KPCh, im Januar 1987 taktvoll zum Rücktritt zu zwingen. Später, während der Proteste und des Massakers auf dem Platz des Himmlischen Friedens im Jahr 1989, verwendeten sie erneut ähnliche Argumente, um Zhao Ziyang, Hu Yaobangs Nachfolger, als Generalsekretär der KPCh zu verdrängen. Sowohl Hu Yaobang als auch Zhao Ziyang galten als Führer der liberalen Macht innerhalb der KPCh und beide hatten Verständnis für die Studentenproteste in den 1980er Jahren.
Während „Deng Xiaopings Südtour“ im Jahr 1992 bekräftigte er, wie wichtig es sei, während des gesamten Prozesses der „Reform und Öffnung“ an den „Vier Grundprinzipien“ festzuhalten. Die „Vier Grundprinzipien“ sind zur „politischen roten Linie“ der politischen Liberalisierung Chinas unter der Führung der Kommunistischen Partei Chinas geworden.